# Anwendergruppe
Eine Anwendergruppe (englisch user group) ist eine Interessenvertretung von (juristischen oder natürlichen) Personen, die meist ein gemeinsames Ziel und/oder gemeinsame Interessen haben. Der Begriff ist vor allem in der Informatik verbreitet.
Die Mitglieder einer Anwendergruppe haben unter anderem folgende Gemeinsamkeiten:
- Sie nutzen das gleiche Software-Produkt
- Sie haben ein Interesse daran, dass diese Software in ihrem Sinne weiterentwickelt wird
- Sie glauben, als Gruppe stärker zu sein

Anwendergruppen sind in Deutschland im Allgemeinen als Eingetragener Verein organisiert. Der Verein
- fördert den Erfahrungsaustausch unter den Mitgliedern und mit dem Software-Hersteller
- unterstützt die Mitglieder bei der Vertretung ihrer Interessen gegenüber dem Software-Hersteller
- ist gegenüber dem Software-Hersteller unabhängig

Die Mitglieder einer Anwendergruppe treffen sich regelmäßig, um miteinander zu diskutieren, einander bei Problemen zu helfen und Neuigkeiten auszutauschen. Oftmals gibt es Workshops und Referate.
Es gibt unter anderem Anwendergruppen für verschiedene Betriebssysteme (Linux, Unix, Mac OS, Microsoft), Programmier- und Scriptsprachen (Perl, PHP, .NET) und andere computerrelevante Themen (Anwendungen und Ähnliches).